# Schwirzheim
Schwirzheim ist eine Ortsgemeinde im Eifelkreis Bitburg-Prüm in Rheinland-Pfalz. Sie gehört der Verbandsgemeinde Prüm an.

## Geographie
Schwirzheim liegt im Norden der Prümer Kalkmulde. Zur Gemeinde gehören auch die Wohnplätze Haus Bockelter, Eichelhof, Eichhof, Jagdhaus und Waldhof, sowie ein Teil des Weilers Siedlung Schwirzheim-Gondelsheim.

## Geschichte
Im Osten von Schwirzheim wurden Reste einer römischen Villa rustica ergraben, deren früheste Datierung auf das 2. Jahrhundert deutet. 1958 wurden bei Ausschachtungsarbeiten im Bereich der ehemaligen, 1936 abgerissenen Kapelle zudem römische Baureste angeschnitten. Bei den römischen Bauresten handelt es sich um die schlecht erhaltenen Fundamente eines gallo-römischen Umgangstempels. Lediglich die Nordseite des Gebäudes konnte dokumentiert werden. Demnach besaß die Cella eine Seitenlänge von 9 m, der Umgang von 16 m. Aus dem Befund ergibt sich, dass der Chor und die Sakristei der alten Kapelle auf den Mauern des römischen Tempels errichtet worden waren. Leider liegt kein Fundmaterial vor, so dass sich keine Aussagen zur Datierung der Tempelanlage machen lassen. Im Bereich der römerzeitlichen Funde konnten zudem ein Brandgrab, ein Hügelgrab sowie ein Bestattungsplatz südlich des Ortes beobachtet werden. Die Funde konzentrieren sich auf das 1. Jahrhundert n. Chr. Heute geht man von einem größeren, zusammenhängenden Bestattungsplatz aus. Die Endung „-heim“ sowie der Fund fränkischer Gräber weisen auf eine Entstehung des Ortes in der Zeit der Fränkischen Landnahme.
Urkundlich wurde der Ort als villa suerdesheim erstmals 943 erwähnt, beim Ort selbst befindet sich die Ruine der Burg Hartelstein aus dem 10. Jahrhundert, von der allerdings nur wenige Mauerreste erhalten sind. Vermutlich wurde sie nach dem Verkauf an die Abtei Prüm 1712 aufgelassen und verfiel. Unter französischer Verwaltung gehörte Schwirzheim zum Kanton Prüm im Saardepartement, unter Preußen zur Bürgermeisterei Büdesheim im Kreis Prüm. In dieser Zeit begannen auch Erzabbau und Kalkgewinnung in der Gemarkung. Heute ist Schwirzheim weitgehend landwirtschaftlich geprägt, wird aber auch zunehmend zur Wohngemeinde für Pendler.
Bevölkerungsentwicklung
Die Entwicklung der Einwohnerzahl von Schwirzheim, die Werte von 1871 bis 1987 beruhen auf Volkszählungen:

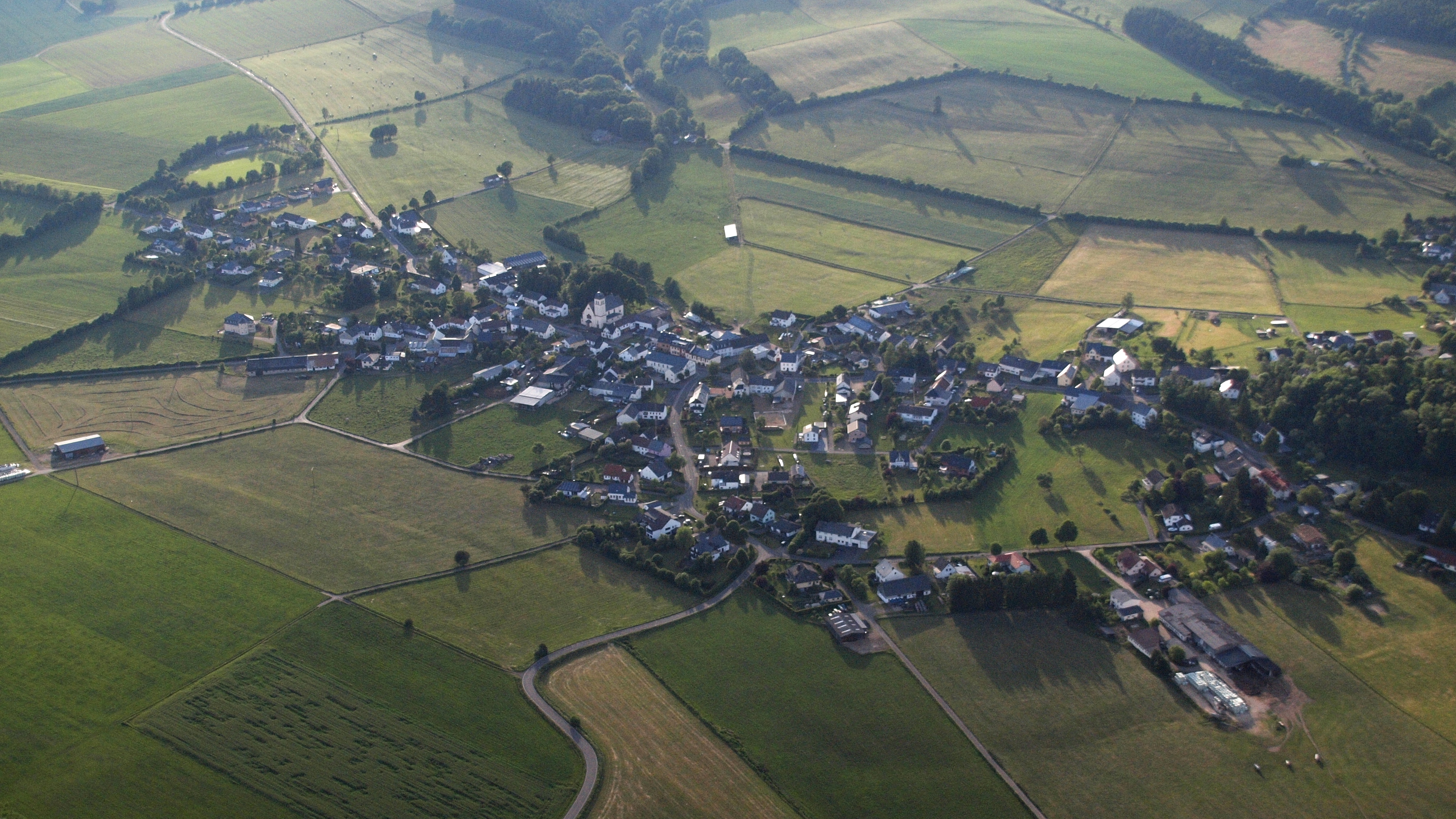
Schwirzheim, Luftaufnahme (2015)

| Jahr | Einwohner |
| ---- | --------- |
| 1815 | 206       |
| 1835 | 292       |
| 1871 | 398       |
| 1905 | 331       |
| 1939 | 414       |

| Jahr | Einwohner |
| ---- | --------- |
| 1950 | 421       |
| 1961 | 357       |
| 1970 | 383       |
| 1987 | 393       |
| 1997 | 405       |

| Jahr | Einwohner |
| ---- | --------- |
| 2005 | 420       |
| 2011 | 444       |
| 2017 | 437       |
| 2023 | 455       |

## Politik

### Bürgermeister
Günter Backes wurde am 9. Juni 2024 zum Ortsbürgermeister von Schwirzheim gewählt.
Der Vorgänger war Josef Sohns, der das Amt von 2019 bis 2024 ausübte. 
Der Vorgänger von Sohns, Heinrich Knauf (CDU), hatte das Amt von 2009 bis 2019 ausgeübt.

### Wappen
| Wappen von Schwirzheim | Blasonierung: „Geteilt durch blau-silbernen Wellenschrägbalken; vorn in Silber ein grüner geflügelter Drachen, gekrümmt auf dem Rücken liegend, hinten in Rot ein silberner, gezinnter Turm mit schwarzen Fenstern, begleitet von einem silbernen Schild.“ |
| Wappen von Schwirzheim | Wappenbegründung: Zur Zeit der Ortsgründung gehörte die Region Schwirzheim zur Abtei Prüm mit den heraldischen Farben Rot und Silber. Der Turm verweist auf die Burg Hartelstein und das silberne Schildchen auf dessen Erbauer Hartard von Schönecken, den letzten Abkömmling der Grafschaft Vianden. Der Ort Schwirzheim wird vom Dorfbach in zwei Ortsteile geteilt, den älteren Teil mit der Burg sowie der römischen Villa und den jüngeren Teil mit der Kirche, deren Patronin die hl. Margareta ist. Sie wird durch ihr Attribut, einen geflügelten Drachen, der ergeben zu ihren Füßen liegt, dargestellt. |

## Sehenswürdigkeiten
- Katholische Filialkirche St. Margareta, erbaut 1923–1925
- Im Dorf steht an einer Wegkreuzung ein spätbarockes Schaftkreuz von 1760 in einem alten kreisrunden Fundamentstein.
- Unweit des Orts befindet sich die Burgruine Hartelstein auf einem 50 m hohen Bergrücken.[11]
- In Schwirzheim steht mit einer Datierung auf 1677 das einzige nahezu vollständig erhaltene Wohnhaus des 17. Jahrhunderts im Gebiet des ehemaligen Kreises Prüm.

## Persönlichkeiten
- Dietrich von Schönenberg († 1542), kurpfälzischer Burggraf von Alzey und Amtmann von Stromberg
- Johann von Schönenberg (1525–1599), von 1581 bis 1599 Kurfürst und Erzbischof von Trier
- Georg von Schönenberg (1530–1595), von 1580 bis 1595 Fürstbischof von Worms